# Gliese 581 b

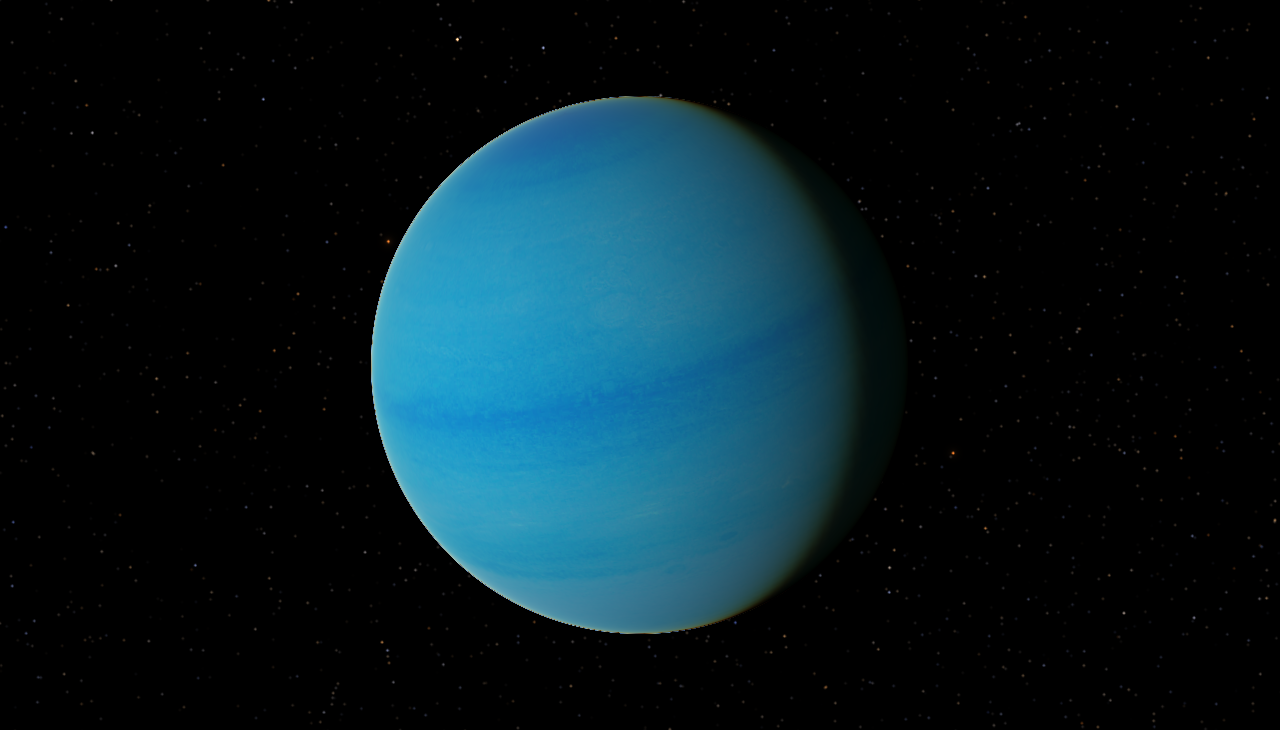
Künstlerische Darstellung von Gliese 581 b

Gliese 581 b ist einer von mindestens drei nachgewiesenen Exoplaneten (Gliese 581 b, c und e), die den Roten Zwerg Gliese 581 umkreisen.

## Entdeckung

Bewegung von Planet und Stern um den gemeinsamen Schwerpunkt (Baryzentrum / rotes Kreuz). Beobachtbar und messbar ist die Bewegung des Sterns.

Der Planet wurde von einem Team französischer und Schweizer Astronomen mithilfe des HARPS-Instruments und der Radialgeschwindigkeitsmethode (siehe Abbildung) entdeckt, die ihre Entdeckung am 30. November 2005 meldeten.

## Eigenschaften
Die Mindestmasse von Gliese 581 b entspricht in etwa der Masse des Planeten Neptun. Der Planet umkreist seinen Stern in einer Entfernung von etwa 0,04 AE. Schätzungen zufolge herrscht auf dem Planeten eine Temperatur von 187 °C.